# سرماری جنگلی
سرماری جنگلی (نام علمی: Channa lucius) گونه‌ای از ماهیان سرماری، وابسته به خانواده ماهیان سرماری است. محدوده پراکنش آن بیشتر جنوب شرقی آسیا و بخش‌هایی از جنوب چین را شامل می‌شود. در نهرهای جنگلی زندگی می‌کند و می‌تواند حداکثر تا ۴۰ سانتیمتر (۱۶ اینچ) رشد کند. سرماری جنگلی در زبان تایلندی با نام pla krasong (تایلندی: ปลากระสง شناخته می‌شود). در زبان خمر آن را កញ្ជនជៃ (kanh chon chey) می‌نامند، اندونزیایی‌ها kehung، در مالزی ikan bujuk، در زبان مالایی و ویتنامی آن را cá lóc dày می‌نامند.
یک مطالعه ژنتیکی منتشرشده در سال ۲۰۱۷ نشان می‌دهد که Channa lucius یک تافته گونه‌ای است.

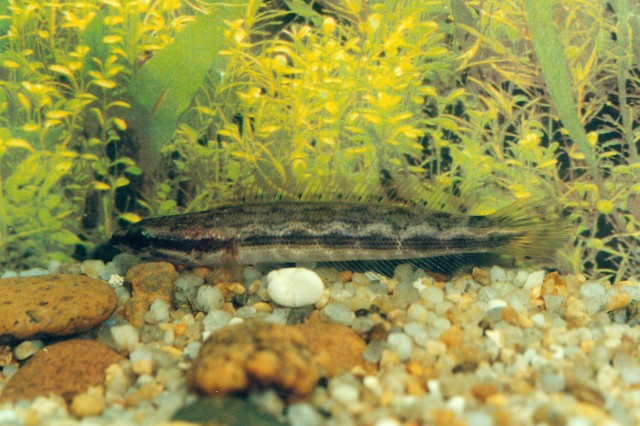
سرماری جنگلی (Channa lucius)